# Old Money (песня)
«Old Money» — сингл американской певицы и композитора Ланы Дель Рей из альбома третьего студийного альбома «Ultraviolence». Сингл выпущен 16 июня 2014 года вместе с релизом альбома. Авторами сингла являются Элизабет Грант, Дэн Хит и Робби Фитсимонс, а продюсером выступил Дэн Хит. 

## История создания
Сингл «Old Money» был написан Элизабет Грант, Дэном Хитом и Робби Фитсимонсм, а продюсером стал Дэн Хит. Сингл вышел вместе с релизом альбома «Ultraviolence» 16 июня 2014 года. Это развитие, как мелодически и лирически, раннего демо под названием «Methamphetamines», который сам по себе мелодически вдохновленный Нино Рота «What Is a Youth». Песня записывалась в легком процессе с участием только вокала и фортепиано.
I wrote this lovelorn lament of a lost lover of being on the corner of Hollywood and vine, like i was channeling something, it's really my oldest track on the record because it's a song that's been in the works for about five years, it was called Methamphetamines at first and what's funny is, i had to talk to my publishing company because i didn't know at the time that i was referencing a melody from the original score for Romeo and Juliet from i think the 60's and it was so similar that you know, half of the publishing didn't proceed to seek for an approval. It actually almost didn't make the record but I'm thankful now that it did. It's just the most beautiful.

## Участники записи
Данные взята из буклета альбома Ultraviolence
Основные
- Композитор — Лана Дель Рей, Дэн Хит, Робби Фитсимонс
- Лана Дель Рей — вокал, бэк-вокал
- Дэн Хит — продюсер, автор, музыкальные инструменты